# Terremoti di Ridgecrest del 2019
I terremoti di Ridgecrest del 2019 hanno colpito l'omonima città americana il 4 e il 5 luglio 2019 con una magnitudo di 6.4 Mw e 7.1 Mw. I sismi si sono verificati rispettivamente alle 10:33:49 (UTC-7) e alle 20:19:53 (UTC-7) ed hanno avuto una profondità di 10.5 e 8.0 chilometri.

## Le scosse

### Scosse antecedenti
Alle 10:02 (UTC-7) del 4 luglio 2019 si è verificata una scossa di magnitudo 4.0 Mw a circa 10.9 km a sud-ovest di Searles Valley. Ma è solo 21 minuti dopo, alle 10:33, che si ha la prima forte scossa: magnitudo 6.4 Mw a 12.1 km da Searles Valley. La zona più popolata vicino all'epicentro è Ridgecrest, in cui vivono 28,000 persone.
I residenti vicino all'epicentro hanno affermato che il sisma ha avuto una durata di circa 30 secondi. Il tremore è stato avvertito fino a Sacramento, in California, a est fino a Phoenix, in Arizona, e fino alla Baja California, in Messico, dove si sono attuate evacuazioni a Mexicali e a Tijuana.
La sera del giorno seguente alle 20:16 si è avuta una scossa di assestamento di magnitudo 5.0 Mw.
In totale, alla sera del 5 luglio, erano stati captati 1,400 terremoti.

### Scossa principale
La geologa dell'USGS Lucy Jones aveva avvertito, in un comunicato stampa, che il rischio che si verificasse un'alta forte scossa era del 5%.
Il 5 luglio alle 20:19:53 (UTC-7) si è verificata la scossa principale di magnitudo 7.1 Mw con un'intensità del IX grado della scala Mercalli.

### Scosse di assestamento
Le scosse di assestamento sono state moltissime: già alla mattina del 7 luglio la California era stata colpita da 3,000 scosse; mentre, nei sei mesi successivi, i geologi dell'USGS hanno stimato ci siano stati 34,000 terremoti.
La scossa di assestamento più forte si è avuta alle 10:40 del 24 giugno dell'anno seguente, con una magnitudo di 5.8 Mw.

## Eventi
Di seguito, la lista dettagliata delle scosse telluriche registrate dal 4 luglio 2019, escludendo quelle di magnitudo inferiore a 5.0; le scosse più forti (di magnitudo maggiore o uguale a 6.0) sono evidenziate in blu.
| Data locale    | Ora locale (UTC-7) | Magnitudo | Intensità (MMI) | Profondità ipocentro | Epicentro  | Epicentro   |
| Data locale    | Ora locale (UTC-7) | Magnitudo | Intensità (MMI) | Profondità ipocentro | Latitudine | Longitudine |
| -------------- | ------------------ | --------- | --------------- | -------------------- | ---------- | ----------- |
| 4 luglio 2019  | 10:33:49           | 6.4       | VIII            | 10.5                 | 35.705     | -117.504    |
| 5 luglio 2019  | 04:07:53           | 5.4       | VII             | 7.0                  | 35.760     | -117.575    |
| 5 luglio 2019  | 20:16:32           | 5.0       | VII             | 0.9                  | 35.725     | -117.554    |
| 5 luglio 2019  | 20:19:53           | 7.1       | IX              | 8.0                  | 35.770     | -117.599    |
| 5 luglio 2019  | 20:47:53           | 5.5       | VII             | 5.0                  | 35.901     | -117.750    |
| 5 luglio 2019  | 20:50:59           | 5.0       | V               | 8.3                  | 35.904     | -117.700    |
| 5 luglio 2019  | 21:18:55           | 5.4       | VII             | 7.4                  | 35.910     | -117.685    |
| 3 giugno 2020  | 18:32:11           | 5.5       | VII             | 8.4                  | 35.615     | -117.428    |
| 24 giugno 2020 | 10:40:49           | 5.8       | VII             | 4.7                  | 36.447     | -117.975    |